# خط لندن، تیلبوری و ساوتند
خط لندن، تیلبوری و ساوتند (به انگلیسی: London, Tilbury and Southend Railway) یکی از خطوط راه‌آهن در کشور انگلستان است.
این خط از شهر ساوتند-آن-سی شروع شده و در شهر لندن به پایان میرسد.